# Les Animaux anonymes
Les Animaux anonymes est un film fantastique français réalisé par Baptiste Rouveure, sorti en salles le 29 septembre 2021. Il s'agit du premier long métrage du réalisateur. Il traite de la cause animale. Son caractère expérimental et immersif lui a valu 15 récompenses en compétitions internationales.

## Synopsis
Le rapport de force entre l’homme et l’animal a changé. Dans une campagne reculée, toute rencontre avec le dominant peut devenir hostile.

## Fiche technique
- Titre original : Les Animaux anonymes
- Réalisation et scénario : Baptiste Rouveure
- Musique : Damien Maurel
- Photographie : Baptiste Rouveure, Manu Dauchy, Kevin Brunet
- Sound Design : Théo Hourbeigt
- Montage : Baptiste Rouveure
- Société de production : Anonymous Animals Films
- Société de distribution : Anonymous Animals Films
- Pays d'origine : France
- Langue originale : sans parole
- Format : couleur - 2.39
- Genre : thriller fantastique
- Durée : 64 minutes
- Dates de sortie : France : 29 septembre 2021 (sortie nationale)

## Distinctions
Sélections
- Festival international du film de Catalogne 2020 : catégorie Noves Visions
- Festival international du film fantastique de Gérardmer 2021 : catégorie longs métrages hors compétition

Récompenses
- Meilleur film : Espanto 2020
- Meilleur film : Santiago Horror 2020
- Meilleur long métrage : Cinemafantastique 5 2020
- Meilleur film de genre : Derby Film Festival 2020
- Meilleur film fantastique : Maracay International Film Festival 2020
- Meilleur film fantastique : Anatolia International Film Festival 2020
- Meilleur scénario : Santiago Horror 2020
- Meilleur réalisateur : Sydney Science-Fiction Film Festival 2020
- Meilleur actrice pour Pauline Guilpain : Santiago Horror 2020
- Meilleur acteur pour Thierry Marcos : Santiago Horror 2020
- Meilleure photographie : Terror Molins 2020
- Meilleur montage : Screamfest 2020
- Meilleur bande originale : Screamfest 2020